# Джеффрі Дівер
Джеффрі Дівер (англ. Jeffery Deaver) — американський письменник детективного жанру. Його твори опубліковані у 150 країнах 25 мовами. Його романи потрапили до списків бестселерів по всьому світу, зокрема у The New York Times, The Times, Corriere della Sera, The Sydney Morning Herald і The Los Angeles Times. Відомий серією романів про Лінкольна Райма, паралізованого детектива.

## Біографія
Народився поблизу Чикаго в Глен-Еллін, штат Іллінойс. Його мати була художницею, а батько створював рекламу. Його сестра Джулі Дівер є авторкою молодіжних романів.
Йому присуджено ступінь бакалавра з журналістики в Університеті Міссурі University of Missouri та ступінь доктора  юриспруденції (Juris Doctor) у Фордгемському університеті у Нью-Йорку. 8 років працював юристом у суді, проте йому не сподобалася ця робота.
Став професійним письменником у 1990 році.
На написання своїх творів Дівера надихнула книга «З Росії з любов'ю», один із романів Яна Флемінга про Джеймса Бонда.
За трьома романами Дівера було знято фільми:
- роман «Дівоча могила» знятий для телебачення як телефільм «Мертва тиша» (Dead Silence[en]) у 1997 році;
- кінофільм «Збирач кісток / Влада страху» (The Bone Collector[en]) за однойменним романом вийшов у 1999 році;
- «Сльоза диявола» (The Devil's Teardrop[en]) знятий для телебачення 2010 року.

Крім того, роман «Збирач кісток» був адаптований як телесеріал «Лінкольн Райм: Полювання на збирача кісток».
Дівер також створив персонажів, й у співпраці з 14 іншими відомими письменниками, написав 17-серійний трилер «Рукопис Шопена».
У романі «Синє ніде» (2001 рік) розповідається про хакерів-злочинців (один із яких використовує соціальну інженерію для скоєння вбивств), а також про підрозділ правоохоронних органів по розслідуванню комп’ютерних злочинів. У цій книзі Дівер віддає належне Лі де Форесту, винахіднику аудіона (також відомого як тріодна лампа), який, таким чином, вважається тим, хто відкрив світові електронні розробки.
Дівер був обраний для написання нового роману про Джеймса Бонда «Карт-бланш» (Carte Blanche), який був опублікований 25 травня 2011 року. Він є другим американським автором, який написав романи про Бонда після Реймонда Бенсона (Raymond Benson).

Він в інтерв'ю сказав: 
|  | Мене часто запитують, звідки беруться ідеї для моїх книг. Щоб відповісти на це, я маю описати те, що, на мою думку, є моїм обов’язком як автора трилерів: дати моїм читачам найзахопливішу поїздку на американських гірках у напруженій історії, яку я тільки можу придумати. Це означає, що замість того, щоб шукати натхнення в газетах чи журналах, я проводжу більшу частину свого часу на ранніх стадіях книги, сидячи в темній кімнаті й намагаючись придумати сюжетну лінію, яка відповідатиме типовому роману Дівера: містить сильних (хоча, можливо, й з недоліками) героїв, дефектних і заплутаних поганих хлопців, дедлайни кожні кілька розділів, короткий часовий проміжок для всієї історії (приблизно від восьми до сорока восьми годин), багато дивовижних поворотів сюжету та багато крутих моментів. |

Дівер два терміни був президентом Товариства письменників детективного жанру Америки і нещодавно був названий Великим Магістром цього товариства, ким ще були Агата Крісті, Еллері Квін, Мері Хіггінс Кларк і Волтер Мослі.

## Твори

### Серія Лінкольна Райма
- The Bone Collector[en] (Збирач кісток) (1997) (отримав премію Ніро)
- The Coffin Dancer[en] (Танцівник на труні) (1998)
- The Empty Chair[en] (Порожній стілець) (2000)
- The Stone Monkey[en] (Кам'яна мавпа) (2002)
- The Vanished Man[en] (Зниклий) (2003)
- The Twelfth Card[en] (Дванадцята карта) (2005)
- The Cold Moon[en] (Холодний місяць) (2006)
- The Broken Window[en] (Розбите вікно) (2008)
- The Burning Wire[en] (Палаючий дріт) (2010)
- The Kill Room (Вбивча кімната) (2013)
- The Skin Collector (Збирач шкіри) (2014)
- The Steel Kiss (Сталевий поцілунок) (2016)
- The Burial Hour (Час поховання) (2017)
- The Delivery Man (Кур'єр) (2017) (збірка оповідань)
- The Cutting Edge (Ріжучий край) (2018)
- The Midnight Lock (Опівнічний шлюз) (2021)
- The Watchmaker's Hand (Рука годинникаря) (2023)

#### Роман з Патріком Кінкейдом за участі Лінкольна Райма
- The Devil's Teardrop[en] (Сльоза диявола) (1999)

### Романи з Кетрін Денс
- The Sleeping Doll (Спляча лялька) (2007)
- Roadside Crosses (Придорожні хрести) (2009)
- XO (Альбом ХО) (2012)
- Solitude Creek (Безлюдна протока) (2015)

### Романи з Колтер Шоу
- Captivated (Захоплений) (2019)
- The Never Game (Ніяка гра) (2019)
- The Second Hostage (Другий заручник) (2020)
- The Goodbye Man (До побачення чувак) (2020)
- The Final Twist (Фінальний поворот) (2021)

### Трилогія рун
- Manhattan Is My Beat[en] (Мангеттен - це мій ритм) (1988)
- Death of a Blue Movie Star[en] (Смерть синьої кінозірки) (1990)
- Hard News (Важкі новини) (1991)

### Серія Джона Пеллама (серія "Локаційний розвідник")
- Shallow Graves (Дрібні могили) (1992)

### Інші романи
- Manhattan Is My Beat (Мангеттен визначає мій ритм) (1989)
- Death of a Blue Movie Star (Смерть блакітної кінозірки) (1990)
- Hard News (Важкі новини) (1991)
- The Lesson of Her Death (Урок її смерті) (1993)
- Mistress of Justice (Володарка справедливості) (1993)
- Speaking in Tongues (Розмовляючи мовами) (1995)
- Praying for Sleep (Молитва про сон) (1995)
- A Maiden´s Grave (Поховання діви) (1999)
- The Devil's Teardrop (Сльоза диявола) (1999)
- The Blue Nowhere (Синє ніде) (2001)
- Garden of Beasts (Сад звірів) (2004) (отримав премію Сталевий кинджал Яна Флемінга)
- The Bodies Left Behind (Тіла, які залишаються позаду) (2008)
- Edge (Межа) (2008)
- Carte Blanche[en] (Карт-бланш) (2011)
- The October List (Жовтневий список) (2013)
- Double Cross (Подвійний Кросс) (2017)
- Surprise Ending (Несподіваний кінець) (2017)
- The Weapon (Зброя) (2018)
- The Victims' Club (Клуб жертв) (2018)
- Ninth and Nowhere (Дев'ятий і ніде) (2019)
- Verona (Верона) (2019)
- The Debriefin (Плавець Дебрі) (2020)

## Адаптації фільмів
- Dead Silence[en] (Мертва тиша) (1997)
- The Bone Collector[en] (Збирач кісток) (1999)
- The Devil's Teardrop (Сльоза диявола) (2010)
- Lincoln Rhyme: Hunt for the Bone Collector[en] (Лінкольн Райм: Полювання на збирача кісток)